# Zelfana
Zelfana est une commune de la wilaya de Ghardaïa en Algérie, située à 67 km à l'est de Ghardaïa.

## Géographie

### Situation
La commune est située au Nord de la wilaya de Ghardaïa ; sa superficie de la commune est de 2 220 km2.
|           | El Guerrara | N'Goussa (wilaya d'Ouargla) |
| El Atteuf | Zelfana     | Ouargla (wilaya d'Ouargla)  |
|           | Metlili     |                             |

En 1984, la commune de Zelfana est constituée à partir des localités suivantes :
- Centre de Zelfana
- Village socialiste agricole et Centre Pétrolier de Oued Noumer
- El Hesseï
- Gouifla
- La Palmeraie

L'agglomération de Zelfana est située à 41 km nord-est de Ghardaïa, et domine la vallée du Mzab, elle est connectée à la Route nationale 49.

### Climat
Zelfana a un climat désertique chaud, avec des étés très chauds et des hivers doux, et très peu de précipitations.
| Mois                              | jan. | fév. | mars | avril | mai  | juin | jui. | août | sep. | oct. | nov. | déc. | année |
| --------------------------------- | ---- | ---- | ---- | ----- | ---- | ---- | ---- | ---- | ---- | ---- | ---- | ---- | ----- |
| Température minimale moyenne (°C) | 4,2  | 6,2  | 8,9  | 12,9  | 16,9 | 22,1 | 25   | 24,5 | 21,2 | 14,7 | 8,9  | 5,1  | 14,2  |
| Température moyenne (°C)          | 10,4 | 12,8 | 15,8 | 20,7  | 24,8 | 30,3 | 33,8 | 33   | 28,3 | 21,5 | 15   | 11,2 | 21,5  |
| Température maximale moyenne (°C) | 16,7 | 19,5 | 22,8 | 28,5  | 32,8 | 38,5 | 42,7 | 41,6 | 35,5 | 28,4 | 21,2 | 17,4 | 28,8  |
| Précipitations (mm)               | 7    | 4    | 9    | 5     | 3    | 2    | 1    | 1    | 4    | 6    | 8    | 7    | 57    |

## Toponymie
Zelfana doit son nom, selon une légende, à une citation de ses premiers habitants, qui découvrant de l'eau, se sont félicités par « Hamdoulah, zal el fana » littéralement : « Louange à Dieu, nous sommes épargnés, le désastre a été évité ».

## Histoire
Le premier forage profond au Sahara, a été réalisé en 1946 sur le territoire de la commune, ce qui a permis la création d'une palmeraie moderne.
Par la suite, l'oasis a connu un essor urbanistique et démographique, avec une population venue de Metlili, Ghardaïa, Laghouat et Ouargla. Une base de vie de Sonatrach a été implémentée dans la commune après l'indépendance.

## Démographie
Selon le recensement général de la population et de l'habitat de 2008, la population de la commune est évaluée à 10 161 habitants contre 7 241 en 1998.

## Économie
Zelfana est une commune à vocation agropastorale et touristique. Elle possède une station thermale, la première parmi toutes les stations thermales du sud du pays, quelque 300 000 curistes y sont recensés chaque année.